# Kehlen (Meckenbeuren)
Kehlen ist ein Ortsteil der Gemeinde Meckenbeuren im baden-württembergischen Bodenseekreis in Deutschland.

## Geschichte
Kehlen wird erstmals um 817 als „Kelinga“ erwähnt. Im Jahre 1150 wird erstmals eine Kirche in Kehlen erwähnt. Zu dieser Zeit heißt das Dorf Chelun. Kehlen darf neben Brochenzell und Ailingen zu den ältesten Siedlungen dieser Gegend gezählt werden. 
Bis 1803 gehörte Kehlen zur kreuzlingischen Herrschaft Hirschlatt, kam dann mit dieser an Hohenzollern-Hechingen und schließlich 1813 an das Königreich Württemberg. Die im gleichen Jahr gebildete Gemeinde Hirschlatt umfasste den alten Herrschaftsbereich. 1937 entstand aus Teilen der Gemeinde Meckenbeuren und der aufgelösten Gemeinde Hirschlatt die Gemeinde Kehlen. Am 1. Mai 1972 wurde Kehlen nach 35 Jahren Selbständigkeit nach Meckenbeuren eingemeindet.

## Ort
Kehlen ist seit je römisch-katholisch geprägt. Bereits 1150 wird eine Kirche in Chelun erwähnt.
Durch die Ortschaft fließt die Schussen. Auf der anderen Uferseite befinden sich Dorfgemeinschaftshaus, Festhalle und Schule.

### Sehenswürdigkeiten

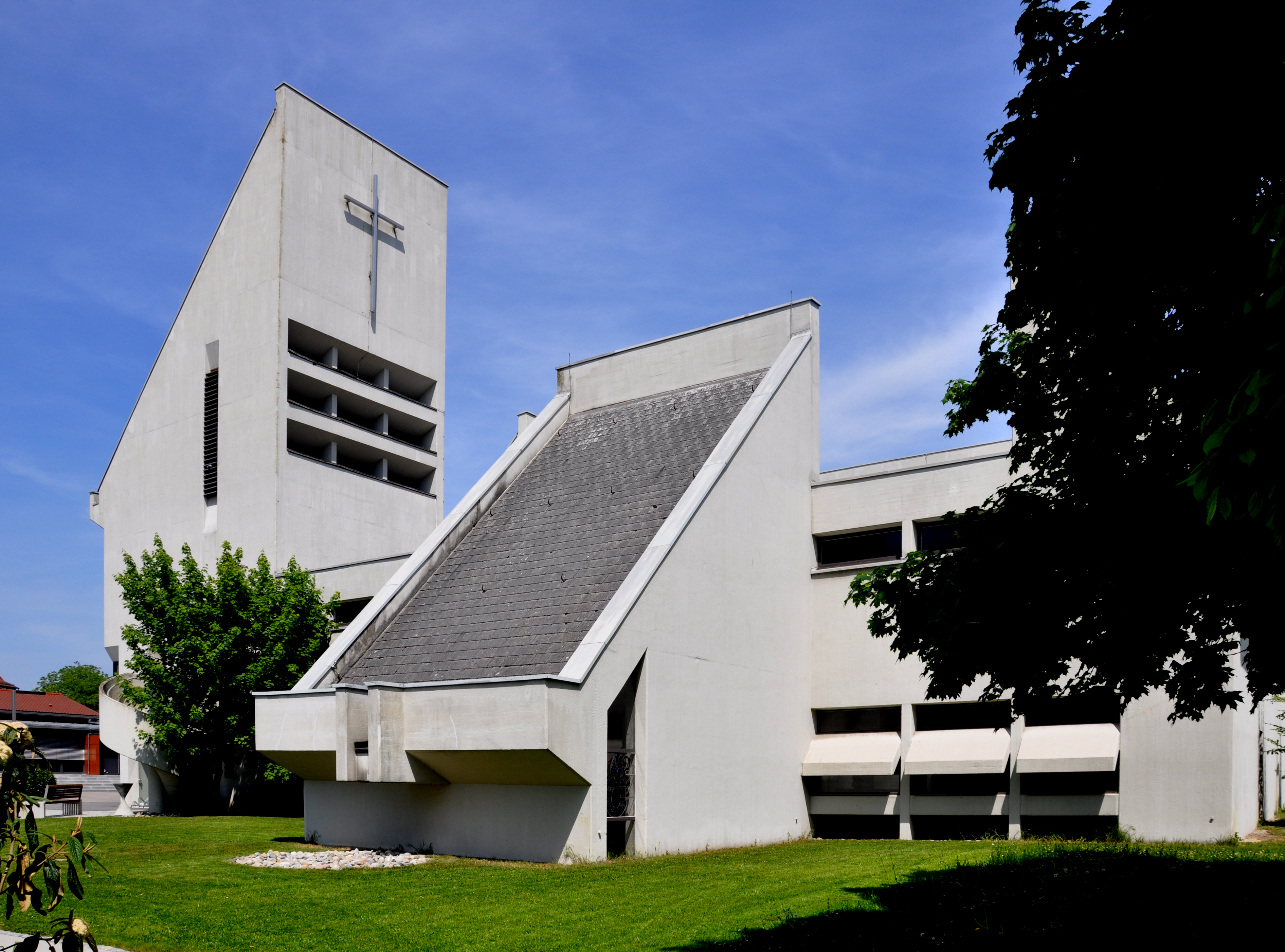
Katholische Pfarrkirche St. Verena

Die Kirche St. Verena wurde in 1967/68 erbaut. Neben der Kirche St. Verena liegt das Pfarrhaus, das katholische Gemeindehaus und der Kindergarten.

### Gliederung
Kehlen gliedert sich in 15 Teilorte:
Kehlen, Reute, Buch, Sibratshaus, Sassen, Schürten, Gerbertshaus, Gunzenhaus, Lochbrücke, Sammletshofen, Holzreute, Hechelfurt (Domäne).

## Politik
Nach der Eingemeindung 1972 wurde eine Ortverfassung erlassen und ein Ortschaftsrat gegründet, welcher im früheren Rathaus, dem Dorfgemeinschaftshaus, tagte. Zur Kommunalwahl 2014 hin beschloss der Ortschaftsrat, die Auflösung desselben mit der Begründung, dass nach vier Jahrzehnten ein eigenes Sprachrohr der Kehlener Bürgerschaft nicht mehr vonnöten sei. Letzter Ortsvorsteher war bis 2014 Franz Assfalg (CDU).

## Wappen
| Wappen der ehemals selbständigen Gemeinde Kehlen | Blasonierung: „In Silber (Weiß) über einem blauen Schildfuß eine gemauerte rote Brücke mit einem ganzen Bogen in der Mitte und je einem halben Bogen an den Seiten.“ |
| Wappen der ehemals selbständigen Gemeinde Kehlen | Wappenbegründung: Der Gemeinde Kehlen wurde 1948 ein Wappen verliehen, das die Verbindung der beiden Gemeindeteile links und rechts der Schussen symbolisieren sollte. Es wird seit der Auflösung der Gemeinde 1972 nicht mehr amtlich geführt, jedoch inoffiziell als Ortschaftswappen verwendet. |

## Verkehr
Der Haltepunkt Kehlen liegt an der Bahnstrecke Ulm–Friedrichshafen.